# 沢宏靱

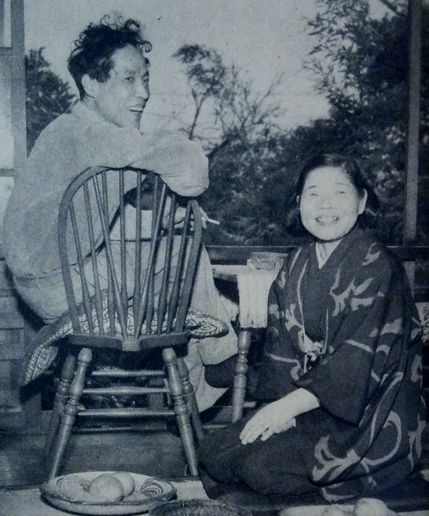
妻・秋野不矩とともに（1955年）

沢 宏靱（さわ こうじん、明治38年（1905年）3月18日 - 昭和57年（1982年）9月27日）は、日本画家、秋野不矩と結婚するが後に離婚。日本画団体「創造美術」設立に関与した。

## 略歴
沢宏靱は、明治38年（1905年）3月18日に滋賀県坂田郡長浜町神戸（現滋賀県長浜市元浜町）で、洋品雑貨商の父喜代吉と母民の次男として生まれ、日露支（ひろし）と名付けられた。大正9年（1920年）に、京都画壇の重鎮西山翠嶂の内弟子となり、東京の美術展での入選を目指し大正13年（1924年）上京し、昭和2年（1927年）に初めて帝展（現日展）に出展するが落選した。京都に戻り、西山翠嶂が主催する画塾『青甲社』に入塾し秋野不矩と出会う。
昭和6年（1931年）の帝展で「機」が初入選し以降4回連続入選を果たし、この間昭和7年（1932年）に秋野不矩と結婚し、昭和9年（1934年）師である翠嶂が校長を務めた京都絵画専門学校（現:京都市立芸術大学）を卒業した。昭和15年（1940年）、大毎東日展で「斜影」が特選、昭和18年（1943年）第6回新文展（現日展）で「夕映」が特選となり、同時に野間美術奨励賞を受賞した。戦後昭和23年（1948年）、新しい日本画の創造を目指す「創造美術」（現創画会）の結成に上村松篁・山本丘人・秋野不矩等と共に創立会員として参加した。
沢は「創造美術」で意欲的に作品を発表し続け、写生を踏まえた叙情的な風景画を得意とし昭和30年代初めから海岸の岸壁・岩礁を描いた大作を出品、昭和50年代になると描く対象は岩礁から海原へと広がり晩年は伊吹山などの故郷の風景を手掛けた。この間、昭和32年（1957年）に秋野不矩との離婚が発表された。不矩との間には6人の子供(秋野亥左牟)がいた。
その後、文具屋の娘の沢子と結婚し、比叡平に居を構えた。沢子との間には一男二女(沢充尋)を設けた。
昭和57年（1982年）9月27日死去した。

## 関連事項
- 長浜市長浜城歴史博物館. “沢宏靱 湖北の画家”. 2013年7月21日閲覧。
- 社団法人静岡県観光協会. “浜松市秋野不矩美術館 - 創造する家族 秋野不矩・沢宏靱展”. 2013年7月21日閲覧。